# Князівство Себорга
Князівство Себорга (італ. Principato di Seborga, фр. Principauté de Seborga) — віртуальна держава, проголошена в 1963 році жителями однойменного села в італійській провінції Лігурія, неподалік від французького кордону. Підносить свою історію до реально існуючого феодального володіння, чиє входження до складу Італії, на думку прихильників незалежності, не було юридично зафіксовано.
Титул правителя «Його Громадійство» (His Tremendousness).

## Середньовічна Себорга
Назва місцевості походить від назви відомої з 400 року античної фортеці Каструм Сепулькрі «Castrum Sepulcri», яка пізніше змінилася на «Sepulcri Burgum», потім на «Serporca» і в підсумку перетворилася в Seborga. У 954 році священики з St. Honorat de Lernis і заснували храм Св. Михайла (Chiesa di San Michele in Ventimiglia). 20 серпня 954 року бенедиктинці проголосили це поселення князівством, обравши його першим правителем абата Крістофера. В 954 році граф Guido Guerra di Ventimiglia заснував фортецю і зайняв велику територію навколо. Першими феодалами тут стали графи Вентімілья. Тут базувалася релігійна секта Катари, яка з часом набула поширення по довколишніх землях . Вони боролися зі світською владою Рима, тому власники наділу були позбавлені права збирати податки, що і спонукало жити у злиднях. Дотримання обраному курсу привело до того, що за рекомендаціями архієпископа Арлійского феодальне володіння Себорга перейшло до монахів-бенедиктинцям з Санта-Онорато. До складу нового князівства увійшла церква Сан-Мішель в Вентімілья, а також великі прилеглі території. У той час монахи самі вибирали свого абата, загальним голосуванням і згідно зі статутами. Він ставав князем Себорги. Такий зразок конституційної монархії, на думку англійських істориків, був першим у світі. В 1079 році Себорга стала князівством у складі Священної Римської імперії.
У 1095 році Себорга володіла містом Алассіо і Галлінарскім островом і брала участь в хрестовому поході Бенедиктинців. Себорга, відома в ту епоху як фортеця з чотирма вежами (Castello delle quatro Torri), у лютому 1117 року вперше мала честь прийняти у себе Св. Бернарда Клервоського, який приєднався тут до своїх побратимам Гондемару і Россалю, які ще з 1133 жили в Сито (Citeaux), де протягом 23 років був розташований центр бенедиктинців. Тут, за правління князя Едуарда, Св. Бернард служив в храмі Св. Петронілли, в двохстах метрах від нинішнього кладовища і церкви пізніше названої його ім'ям (San Bernardo Vecchio). В 1118 році князь-абат Едвард освятив дев'ятьох перших тамплієрів (Лицарі ордену святого Бернарда) і князівство Себорга стало першим і єдиним незалежним Цістерціанскій державою в історії. В 1127 році дев'ять тамплієрів повернулися з Єрусалим а в Себорг. Святий Бернард чекав їх і освятив Хуго де Пайнс, який став першим великим магістром лицарського ордена Святого Бернарда.
Лицарі Св. Бернарда, визнані і схвалені Папою Гонорієм II в 1128 році (що вдруге було підтверджено папською буллою в 1139 році) мали право обирати священиків і єпископів з-поміж себе і керуватися своїми правилами, а також користуватися низкою привілеїв фіскального характеру і без будь-яких втручань ззовні вибирати своїх Великих Магістрів. Усього за всю історію цього ордена було 22 Магістра, і 15 з них ставали правителями князівства.
З 1210 по 1255 роки Себорга зазнала безліч лих після того, як Папою Інокентієм III було видано указ проти дуалістів Аквітанії і Провансу, з якими у князівства завжди були дружні стосунки.
В 1258 році наказом Великого Магістра Ордена цистерцианців Томмазо Берардо, уродженцем Себорги, був виданий указ про перехід князівства під егіду Абатства Кассіно і до 1579 року ченці — воїни цього абатства управляли цією країною, поки наказом Святого Престолу не були переведені на острів Св. Гонората для захисту його від турецьких кораблів.
При отці Басиліо в 80-х роках XVI століття князівство знову перейшло під протекторат цистерцианських ченців. Але вибухнула війна на десятиліття завадила процвітанню монастиря Св. Михаїла (Convento di San Michele), самому князівства і його синьйорам. Прикордонні країни, такі, як Валлебона та Сан-Ремо, були приєднані Генуезькою Республікою, яка продовжувала розширюватися. Також на князівство висловлювали свої претензії і Сардинія, і Савойське герцогство, і Святий Престол.
У 1625 році, коли Себорга майже була приєднана до Савої стараннями єпископа Джованні Франческо Гандольфо, вибухнула знаменита «Війна за сіль» між Савоєю і Генуєю, в результаті якої, спираючись на незалежну від Ватикану Австрію, Себорга легко домоглася незалежності й навіть відкрила в 1666 році свій монетний двір. Правда монети ці були погано зустрінуті і не мали ходіння в Сардинії і в П'ємонті. У 1686 році міністр фінансів Франції наказав закрити монетний двір Себорги. Опозиція організувала опір цьому рішенню, але ще до того, як воно було придушене, в 1688 році було вирішено з метою збереження миру в країні, підкориться цьому наказу, тим більше, що вплив Франції на Себоргу був значним.
При повній підтримці французького двору герцог Савойський використовував будь-які способи, щоб приєднати до себе Себоргу. Абат монастиря Св. Гонората Мейрон, не знаючи, як вести себе в такій політичній ситуації, вдався до допомоги глави домініканців Ніцци абата Маршезанаї. При його посередництві 31 січня 1697 року в Ніцці було підписано угоду з продажу князівства герцогу Савойському за 25.000.000 Савойських скудо, перерахованих в казну Себорги. Генуя ж безуспішно намагалася оскаржити цю угоду, навіть вдаючись до допомоги Австрії, яка в підсумку відмовилася їй допомогти, уникаючи конфліктів з Францією.
Плутанина щодо державної приналежності Себорги почалася 20 січня 1729 року, коли в Парижі, в присутності вищих осіб Франції князівство Себорга з усіма прилеглими територіями було передано під протекторат савойському герцогу Віктору Амедею II, що був одночасно князем П'ємонту і королем Сардинії (проти цього в той час висловився Ватикан, якому належала значна частина об'єктів на території Себорги). Але подію не було зареєстровано ані в Сардинському королівстві, ані в Савойському домі. Пізніше, в 1748 році (договір Aquisgrana) Себорга не була включена до складу Республіки Генуя. У 1770 році в списку, представленому Сардинією королю Австрії, Себорга значиться як Суверенна Князівство Священної Римської Імперії. Себорга не зафіксована на Віденському конгресі (1815 року), як частина Сардинського королівства; також про неї немає згадок в Акті об'єднання Італії в 1861 році, при цьому стверджується, що Беніто Муссоліні вважав Себоргу іншою державою[джерело не вказане 3361 день]. Себорга не була документально включена до складу Італійської республіки в 1946 році. В результаті, на думку влади Себорги, юридично їх територія не є частиною Італії.

### Відомі князі Себорги
- (1079) Оттон і Коррадо і їхня мати Аделаїда
- (1118, 1127) Едуардо, вступив в орден тамплієрів
- (80-і рр.. 16 століття) Басиліо
- (1666) Едуардо, князь-абат, заснував монетний двір князівства
- 14 травня 1963 рік а — 25 листопада 2009 рік а Джорджіо I Карбоне
- 1 грудня 2009 рік а — 22 травня 2010 рік а регент Джованні Дартіері
- З 22 травня 2010 рік а Марчелло І Менегатті

## Сучасність

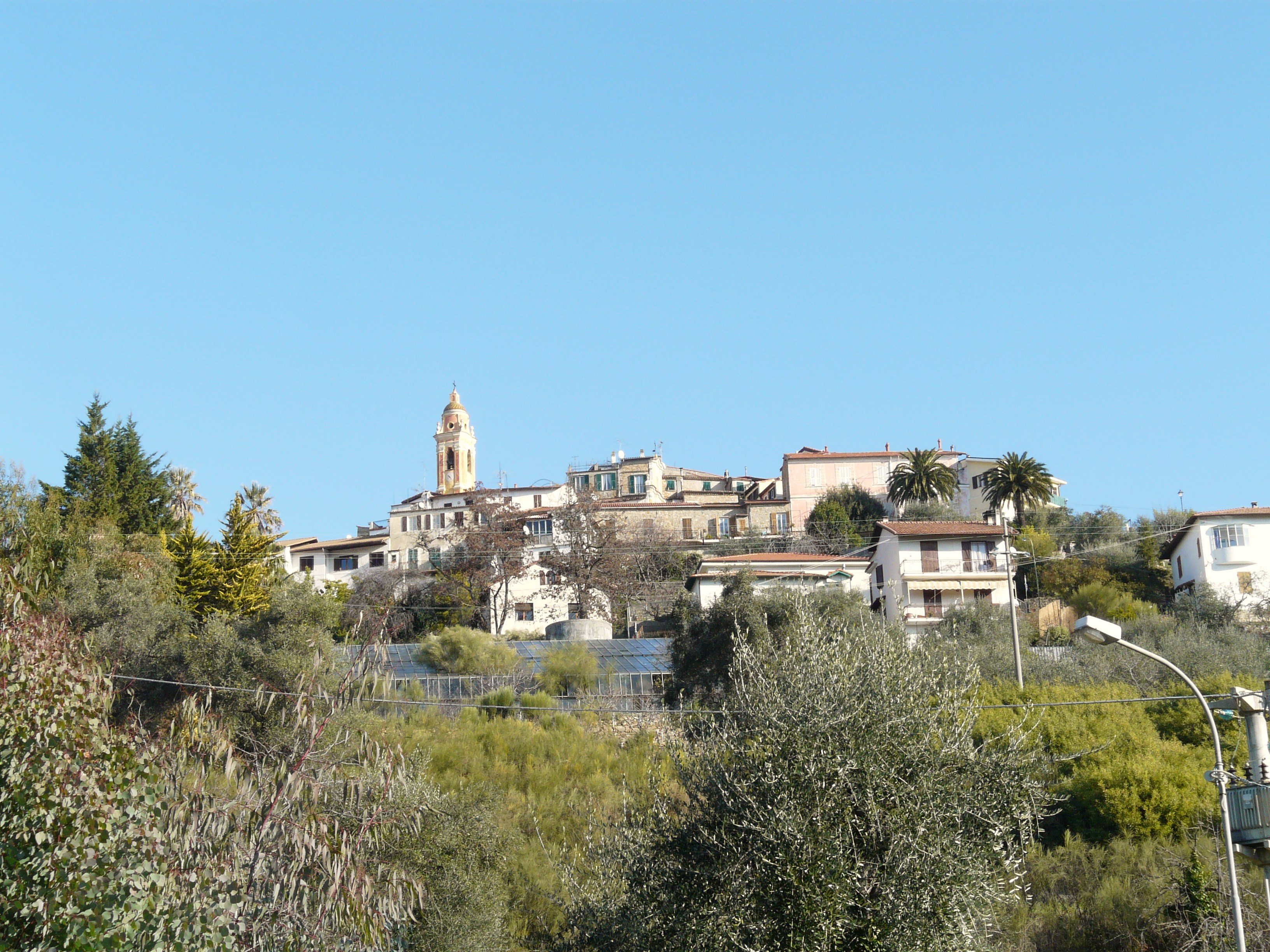
Вид міста Себорга

На початку 1960-х місцевий торговець квітами Джорджіо Карбоне (1936–2009) почав поширювати ідею про те, що Себорга повинна відновити свою історичну незалежність. 14 травня 1963 року він проголосив себе «главою держави» і прийняв титул князя Себорги Джорджіо I. 1994 року Себорга почала карбувати власну монету — Луїджино (італ. Luigino) і випускати поштові марки. 23 квітня 1995 відбувся референдум, на якому жителі Себорги 304 голосами проти 4 підтвердили статус Джорджіо I і прийняли Конституцію Себорги.
2006 року запустили нову кампанію по відділенню від Італії. У рамках неї планувалося створити власну пенсійну систему і систему охорони здоров'я. Цього ж року, у князівстві загострилася політична боротьба. Права на трон Джорджіо I заявила княжна Ясмін, яка проголосила себе нащадком імператорів Священної Римської імперії. Тим не менш, Джорджіо I зумів зберегти владу.
Італійська влада не звертає уваги на ці заяви, тому що їх фактичний контроль над територією не заперечується. Жителі Себорги платять податки і беруть участь в італійських виборах. Конфлікт між Себоргою та Італією є лише декларативним, судових чи силових зіткнень між сторонами не було.
25 листопада 2009 року князь Джорджіо І помер.
1 грудня 2009 року тимчасовим керівником Князівства був призначений регент Джованні Дартієрі.
25 квітня 2010 року новим правителем Себорги був обраний підприємець і автогонщик з Лугано Марчелло Менегатті (Марчелло І). Офіційно він вступив на посаду 22 травня 2010 року.

## Міжнародне визнання
Станом на сьогодні, єдиною державою, яка офіційно визнала Себоргу (у 2009 р.), є Буркіна-Фасо[джерело не вказане 3361 день]. Помилково вважається, що інша карликова держава, яка не увійшла до складу об'єднаної Італії, — Сан-Марино (Буркіна-Фасо названа Джорджіо I першою державою) визнає князівство. 
Консульства Себорги відкриті в 35 країнах світу.

## Уряд
Згідно з Конституцією парламент Себорги, називається Priori. Парламент складається з 22 пріорів, що обираються главою держави з числа громадян. Він обирає членів Королівського Ради, який очолюється Канцлером, який також є Прем'єр-міністром.
Склад Королівського Ради:
- Maria Carmela Serra: Міністр у справах молоді та канцлер
- Mauro Carassale: Держсекретар та Міністр внутрішніх справ
- Giuseppe Bernardi: Міністр фінансів, туризму та спорту
- Mirco Biancher: Міністр юстиції
- Nina Döbler Menegatto: Міністр закордонних справ
- Mirko Ferrari: Міністр транспорту
- Bruno Santo: Міністр екологічних товарів і території
- Domenico Falbo, Ivan Fogliarino: Міністр сільського господарства, продовольства і лісів
- Daniele Zanni: Міністр охорони здоров'я

## Економіка
Грошова одиниця — Луїджино.
Монетний двір в князівстві був утворений 24 грудня 1666 року князем-абатом Едуардом. Вартість Луїджино прирівнювалася до ¼ французького луїдора. Старовинні монети чеканилися зі срібла та золота, мали зображення Св. Бернарда і напис: MONASTERIUM LERINENSE PRINCEPS SEPULCRI CONGREGATIONIS CASSINENSIS. 23 квітня 1995 року Принц Джиорджіо I, ґрунтуючись на діючих з давніх часів законодавчих актах, відновив роботу монетного двору і знову почав карбування монет князівства.
Випущені монети:
- 15 центів — мідно-нікелевий сплав (75% мідь, 25% нікель) — 1996 р.
- ½ Луїджино — мідно-нікелевий сплав — 1995 р.
- 1 Луїджино — мідно-нікелевий сплав — 1994 р.
- 1 Луїджино — мідно-нікелевий сплав — 1995 р.
- 1 Луїджино — бронза — 1995 р.
- 1 Луїджино — срібло — 1995 р.
- 1 Луїджино — мідно-нікелевий сплав — 1996 р.

Курс валюти: один Луїджино дорівнює 10000 італійських лір (1996 рік); 6 доларам США.
У князівстві діє «Холдинг Банк Себорга».
Харчові продукти та інші туристичні товари продаються під маркою Antico Principato di Seborga — «Колишнє Князівство Seborga» французькою мовою.
Традиційна діяльність — вирощування квітів, призначених для парфумерії.

## Збройні сили
У конституції Князівства Себорга не передбачено створення військового формування. Якщо хтось порушує закон, його переправляють за кордон.
Армія князівства складається з 3 чоловіків: міністра оборони лейтенанта Antonello Lacala і 2 прикордонників.

## Види міста

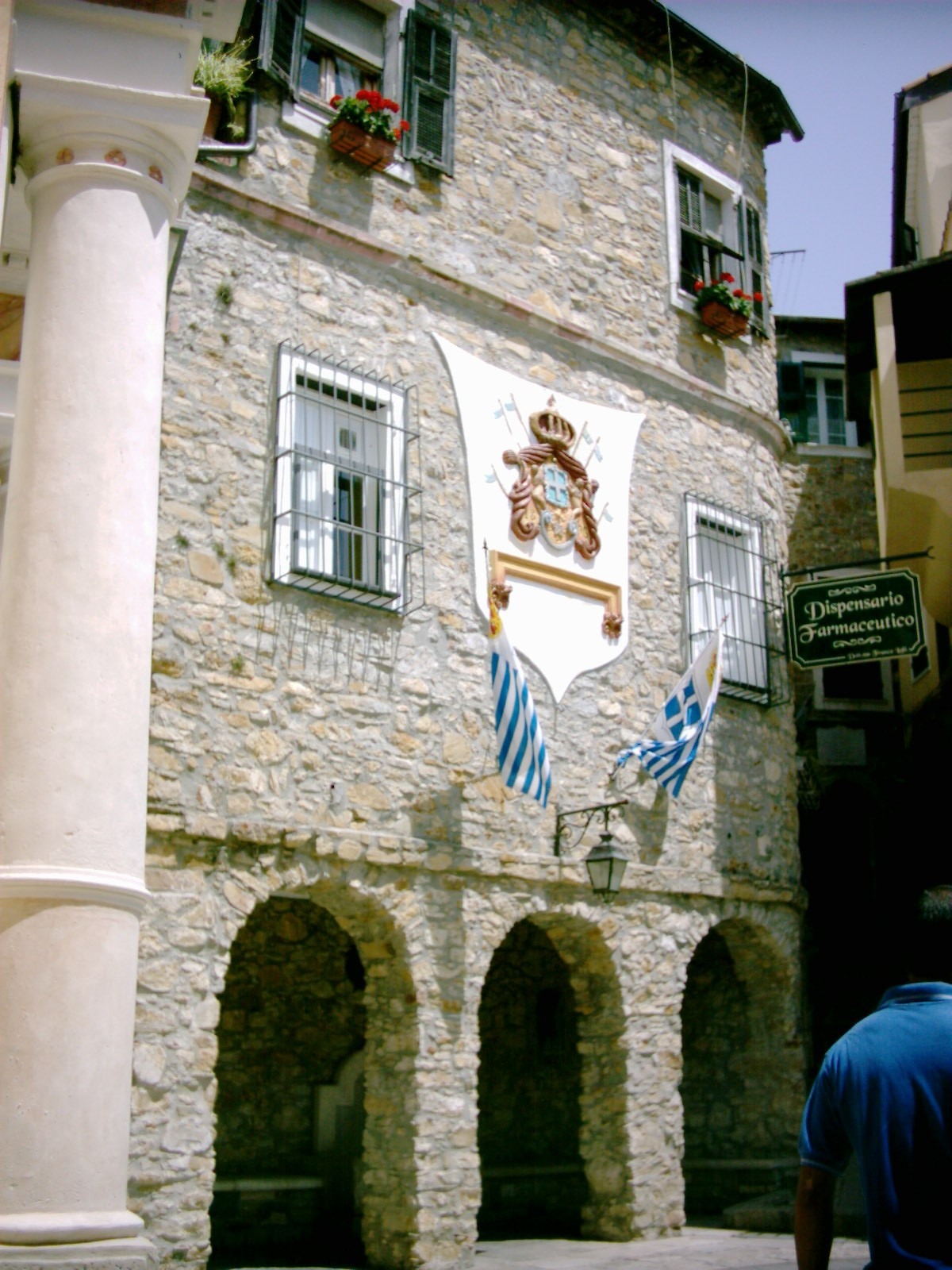
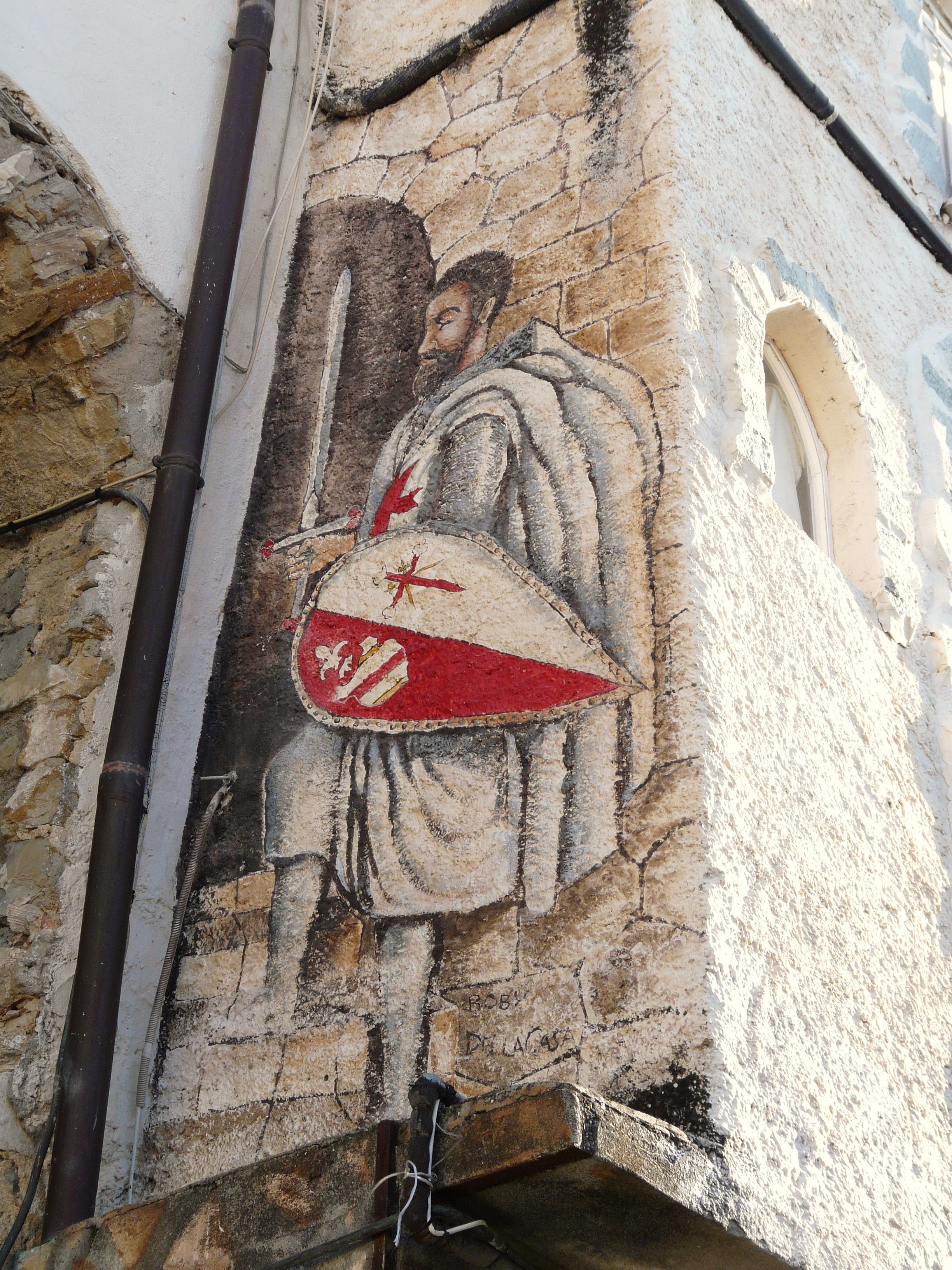
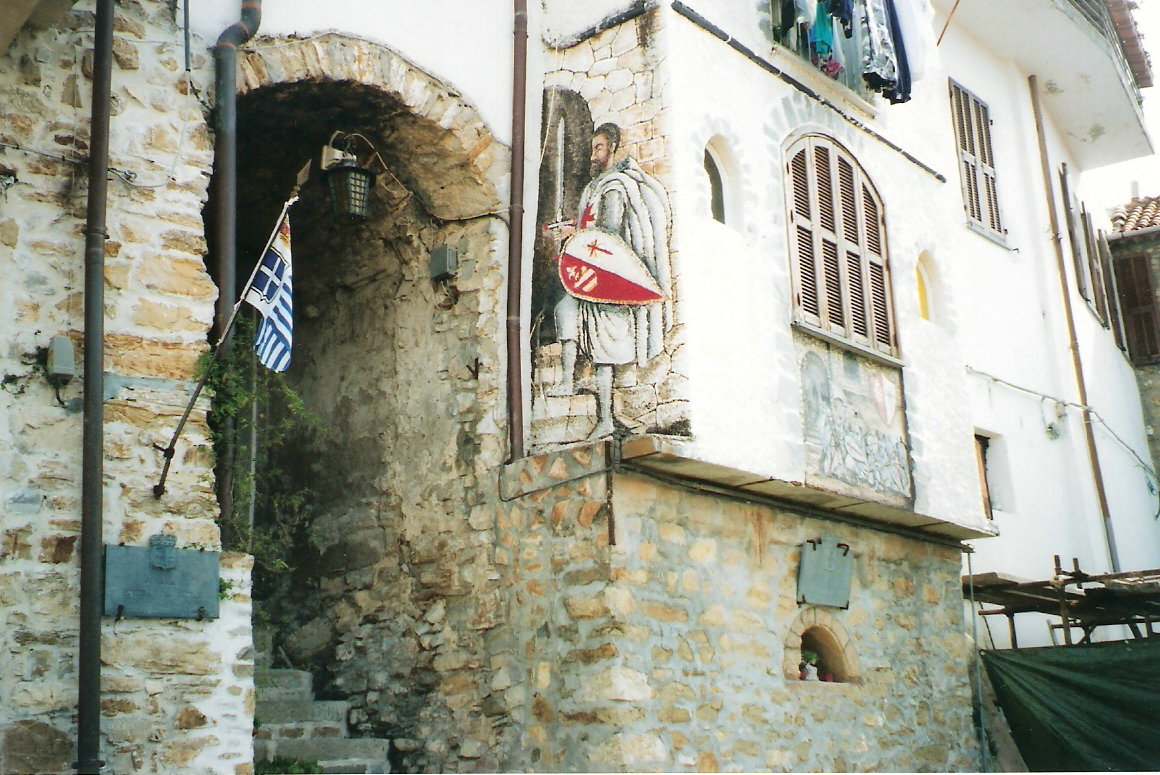
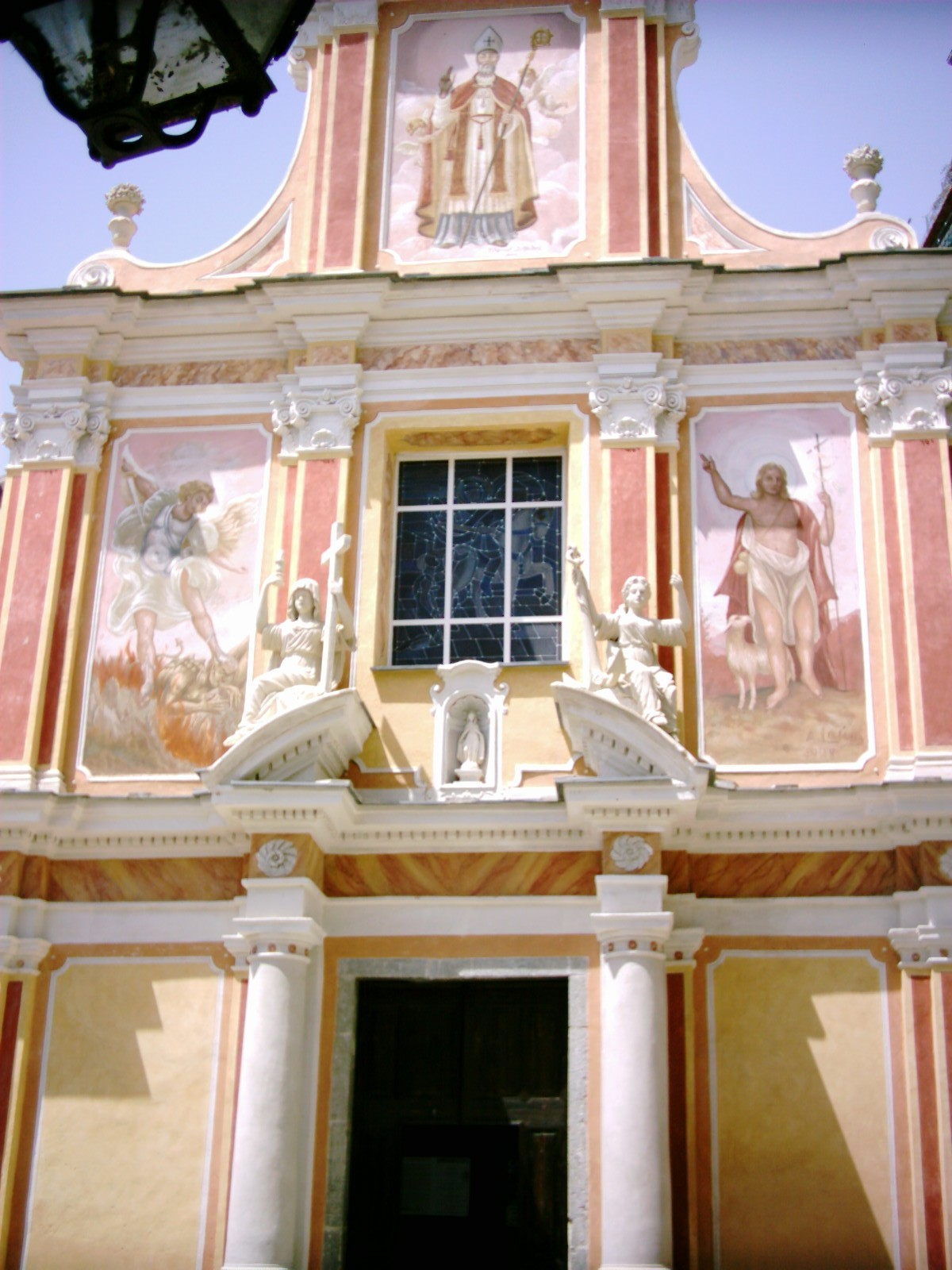
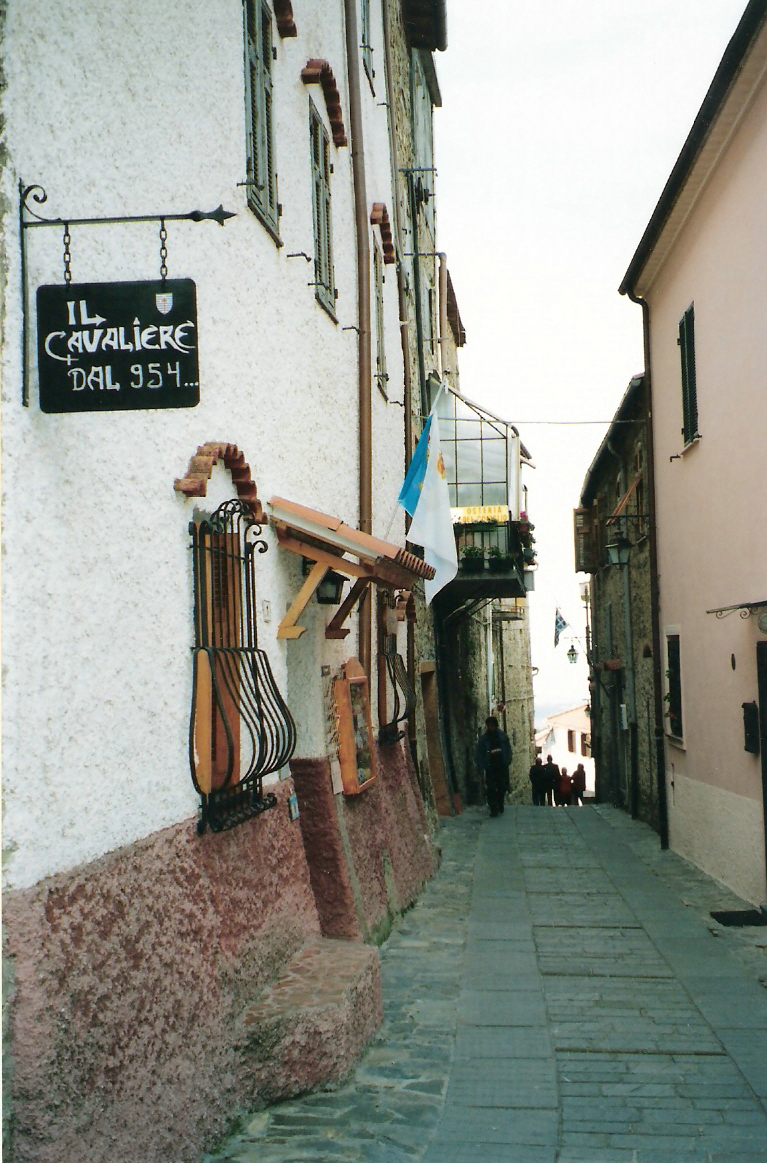